# Begonia velloziana
Espèce
Begonia velloziana est une espèce de plantes de la famille des Begoniaceae.
L'espèce fait partie de la section Trachelocarpus.
Elle a été décrite en 1843 par Wilhelm Gerhard Walpers (1816-1853).
Attention aux botanistes descripteurs et à l'orthographe : ne pas confondre le nom accepté Begonia velloziana Walp. avec Begonia vellozoana Brade qui est synonyme de Begonia olsoniae L.B.Sm. & B.G.Schub.

## Répartition géographique
Cette espèce est originaire du Brésil.